# Afrolongichneumon madagascariensis
Afrolongichneumon madagascariensis är en stekelart som först beskrevs av Heinrich 1938.  Afrolongichneumon madagascariensis ingår i släktet Afrolongichneumon och familjen brokparasitsteklar. Utöver nominatformen finns också underarten A. m. pictus.